# 0 (an)
Anul zero nu există nici în calendarul Gregorian, nici în cel Iulian. Astfel, de la anul 1 î.e.n s-a trecut direct la anul 1 e.n.
| −1 | 0                     | 1                     | 2                     | 3                     | 4                     | 5                     | ...                   | 998                   | 999                   | 1000               | 1001               | 1002               | ...                | 1998               | 1999               | 2000                | 2001                | 2002                | ...                 | 2998                | 2999                | 3000 | 3001 | 3002 |
|    | Mileniul I (1000 ani) | Mileniul I (1000 ani) | Mileniul I (1000 ani) | Mileniul I (1000 ani) | Mileniul I (1000 ani) | Mileniul I (1000 ani) | Mileniul I (1000 ani) | Mileniul I (1000 ani) | Mileniul I (1000 ani) | Mileniul al II-lea | Mileniul al II-lea | Mileniul al II-lea | Mileniul al II-lea | Mileniul al II-lea | Mileniul al II-lea | Mileniul al III-lea | Mileniul al III-lea | Mileniul al III-lea | Mileniul al III-lea | Mileniul al III-lea | Mileniul al III-lea |      |      |      |

| 1 î.Hr. | 1                     | 2                     | 3                     | 4                     | 5                     | ...                   | 998                   | 999                   | 1000               | 1001               | 1002               | ...                | 1998               | 1999               | 2000                | 2001                | 2002                | ...                 | 2998                | 2999                | 3000 | 3001 | 3002 |
|         | Mileniul I ( 999 ani) | Mileniul I ( 999 ani) | Mileniul I ( 999 ani) | Mileniul I ( 999 ani) | Mileniul I ( 999 ani) | Mileniul I ( 999 ani) | Mileniul I ( 999 ani) | Mileniul I ( 999 ani) | Mileniul al II-lea | Mileniul al II-lea | Mileniul al II-lea | Mileniul al II-lea | Mileniul al II-lea | Mileniul al II-lea | Mileniul al III-lea | Mileniul al III-lea | Mileniul al III-lea | Mileniul al III-lea | Mileniul al III-lea | Mileniul al III-lea |      |      |      |

| −1 | 1                     | 2                     | 3                     | 4                     | 5                     | 6                     | ...                   | 999                   | 1000                  | 1001               | 1002               | 1003               | ...                | 1999               | 2000               | 2001                | 2002                | 2003                | ...                 | 2999                | 3000                | 3001 | 3002 | 3003 |
|    | Mileniul I (1000 ani) | Mileniul I (1000 ani) | Mileniul I (1000 ani) | Mileniul I (1000 ani) | Mileniul I (1000 ani) | Mileniul I (1000 ani) | Mileniul I (1000 ani) | Mileniul I (1000 ani) | Mileniul I (1000 ani) | Mileniul al II-lea | Mileniul al II-lea | Mileniul al II-lea | Mileniul al II-lea | Mileniul al II-lea | Mileniul al II-lea | Mileniul al III-lea | Mileniul al III-lea | Mileniul al III-lea | Mileniul al III-lea | Mileniul al III-lea | Mileniul al III-lea |      |      |      |